# Национальная библиотека Пакистана
Национальная библиотека Пакистана (урду قومى کتب خانہ پاکستان‎) — национальная и исследовательская библиотека, расположенная в столице Пакистана Исламабаде неподалёку от Конституционного проспекта. Считается старейшим культурным учреждением страны. Играет ведущую роль в предоставлении информационных ресурсов, как древних, так и новых и является культурным и образовательным центром города.

## История
Библиотека была основана в 1950[уточнить]году в Карачи и поначалу была частью Лиакатской мемориальной библиотеки[уточнить]. Библиотека не имела собственного здания, собрание размещалось в секретариате Министерства образования.
В 1962 году библиотека получила право передачи на хранение двух экземпляров всех защищаемых авторским правом изданий, напечатанных в Пакистане — книг, карт, иллюстраций и диаграмм. С принятием в 1992 году поправки к закону об авторском праве это приобрело ещё большее значение[какое?].
В 1968 году, после того, как Исламабад стал столицей Пакистана, библиотека была разделена: Национальная библиотека Пакистана была перемещена в новую столицу, а Национальная библиотека Лиаката осталась в Карачи.
В результате индо-пакистанской войны собрание уменьшилось: после провозглашения независимости Бангладеш в 1971 году значительная часть собрания была передана в Бангладеш.
Долгое время библиотека размещалась в арендуемых зданиях. В 1988 году[уточнить] началось строительство собственного здания библиотеки близ здания библиотеки Верховного суда. Его открытие состоялось 24 августа 1993 года, однако полностью коллекция была перемещена в новое здание лишь к апрелю 1999 года.
Здание, построенное в традициях восточной архитектуры, рассчитано на 500 читателей. Здесь имеются аудитория на 450 мест и 15 исследовательских комнат. Библиотека предоставляет компьютерные услуги и услуги по съёмке микрофильмов.
На момент открытия в 1993 году библиотека насчитывала 130 000 томов и 600 рукописей. Положения о включении электронных публикаций в качестве депозитарных материалов основано на законе о авторском праве Пакистана. Библиотека принимает различные дары в коллекции.
В 2015 году при библиотеке открылся Белорусский информационно-культурный центр.